# Bełchatówek
Bełchatówek – część miasta, osiedle Bełchatowa, położone w północnej części miasta.
Zajmuje obszar wokół ulicy Pabianickiej (na północ od Ronda Traugutta) oraz okolice ulic: Cegielnianej (wschodnia część), Modrej,  Sadowej i Chabrowej.
Dawniej samodzielna wieś. Do 1954 roku istniała gmina Bełchatówek.